# Lovisa Broman
Maria Christina Lovisa Broman, född 1778, död 12 mars 1833, var en svensk skådespelare. 
Hennes far var okänd. Hon blev elev vid Kongl. Operan 1786 och vid Dramatens elevskola 1790–92. Han anges ha varit den enda identifierbara eleven till Francois Marie Moussé Félix. Hon var engagerad vid Dramaten 1801–1815. Hon försörjde sin mor och lämnade sin egendom i arv till kammarmusiker Fredrik Löfgren, med vilken hon hade haft flera års "bekantskap".   